# Шистозомиаза
Шистозомиаза (нарича се и шистозомоза, шистозоматоза или билхарциоза, на английски и Snail fever) е зоонозно тропическо заболяване, причинявано от паразитни трематоди от род Шистозоми. Проявява се хронично с поражения на венозните съдове на пикочно-половата система, стомашно-чревния тракт, черния дроб, белите дробове и други вътрешни органи. Клиничните признаци се проявяват при крайните гостоприемници. Такива биват различни топлокръвни животни включително и хората, за които е доказано, че могат да бъдат гостоприемници на пет вида шистозоми. Шистозомиазата е втората по важност паразитна болест след маларията, която поразява десетки хиляди души ежегодно. Нанася и големи икономически загуби в животновъдството. Към 2009 г. е диагностицирано в 74 страни. Шистозомиазата е била една от основните причини за смъртност на населението в Древен Египет и Римската империя. В много страни е известна и като билхарциоза, наречена на името на своя откривател Теодор Билхарц, описал през 1851 г. уринарната шистозомиаза. Пълният цикъл на развитие на шистозомите е описан през 1908 г. от Мануел Аугусту Пиража да Силва.

## Етиология
Заболяването се причинява от разделнополовите трематоди от род Schistosoma, на семейство Schistosomatidae. Известни са пет вида шистозоми, които паразитират в човека. Той е краен гостоприемник на Schistosoma haematobium, Schistosoma mansoni, Schistosoma japonicum, Schistosoma intercalatum и Schistosoma mekongi.
Видове Шистозоми, които инвазират хората:
- Schistosoma mansoni (МБЕ-10, B65.1) и Schistosoma intercalatum (МБЕ-10, B65.8) са причинители на чревната форма на шистозомиазата. Формата причинена от Schistosoma intercalatum се нарича още и интеркалатна чревна шистозомиаза.
- Schistosoma haematobium (МБЕ-10, B65.0) причинява урогенитална шистозомиаза.
- Schistosoma japonicum (МБЕ-10, B65.2) и Schistosoma mekongi (МБЕ-10, B65.8) причиняват азиатска (японска или меконгска) чревна шистозомиаза.

От другите видове шистозоми крайни гостоприемници са:
- Schistosoma bovis — инвазира говеда, овце и кози в Африка и части от Южна Европа и Близкия изток.
- Schistosoma mattheei — инвазира говеда, овце и кози в Централна и Южна Африка.
- Schistosoma margrebowiei — инвазира антилопи, биволи и водни козли в Южна и Централна Африка.
- Schistosoma curassoni — инвазира домашни преживни животни в Западна Африка.
- Schistosoma rodhaini — инвазира гризачи и хищници в части от Централна Африка.

Морфологията на всички шистозоми е сходна. Шистозомите се различават по локализацията на половозрелите форми в организма на крайните гостоприемници, по формата на размножителните им продукти и някои морфологични белези.

## Биологичен цикъл
Биологичният цикъл на развитие на шистозомите е доста сходен. Възрастните паразити се локализират във венозните съдове на органа на специфичната локализация на паразита. Женските снасят яйца, които притежават протеолитични ензими. Така разтапят подлежащите тъкани и потъват в тях. В местата на локализация на яйцата се образуват малки абсцеси, които в процеса на развитието си накрая се отварят в лумена на органа, в който се намират. Така посредством урина, изпражнения и носни изтечения се изхвърлят извън организма и се разсейват в околната среда. Няколко дни по-късно от яйцето се излюпва мирацидий. Ларвата плува свободно в търсене на подходящ междинен гостоприемник. Такъв винаги е вид сладководен охлюв, в който мирацидият прониква и в продължение на 3 до 5 седмици преминава последователно през стадиите спороциста, редия и церкария. Церкариите напускат охлювите и плуват активно във водата, в която живеят едва 24 до 48 часа.
Крайните гостоприемници се инвазират във водна среда. Обикновено става при водопой, преминаване или къпане в заразени водоеми. При хората са възможни и инвазии при работа в заразени оризища. Церкариите проникват през здравата кожа като активно навлизат в организма. Това става като се залавят за кожата с помощта на коремното смукало и посредством отделян протеолитичен секрет преминават надолу. Под кожата се освобождават от опашките си и се превръщат в млади трематоди, наречени шистозомуси. Оттук по лимфните съдове шистозомусите достигат до белите дробове, а от там мигрират до черния дроб. В порталните вени копулират и ретроградно по кръвоносните съдове достигат до органите на храносмилателната, пикочно-половата система или друг орган на специфична локализация. Половозрелите паразити живеят в крайния гостоприемник продължително време от 5 – 40 години.

## Патогенеза и клинични признаци
При крайните гостоприемници на мястото на проникването на церкариите първоначално се развива дерматит. Това е и първият стадий на заболяването. На по-късен етап се появяват и специфичните клинични признаци с характерните особености за всеки причинител.
- Schistosoma mansoni. След като премине дерматитът настъпва латентен период от 3 седмици до 2 месеца, след което се проявяват следващите стадии на заболяването:
  - Хиперсензитивен стадий. Характеризира се с обща слабост на организма, понижен апетит, главоболие, повишаване на температурата, ставно-мускулни болки, кашлица и уртикария.
  - Остър чревен стадий. Протича като тифоподобно заболяване, при което са увеличени черения дроб и далака. Появява се лимфаденит, гадене, повръщане, болки в областта на корема, диария и загуба на апетит и телесно тегло.
  - Хроничен стадий. При него изчезва болката. Наблюдава се редуване на запек с диария и ректално кървене.
  - Необратим стадий. Развива се фиброза и цироза на черния дроб, портална хипертония, асцит.

- Schistosoma intercalatum. Засяга предимно ректума, черния дроб, далака и панкреаса. Шистозомите мигрират и към гениталиите като поразяват матката, яйчниците и яйцепроводите.

- Schistosoma haematobium. Хиперсензитивният стадий се проявява с разтрисане, признаци на астма, сърбеж, главоболие, отпадналост, безапетитие, повръщане. Първите признаци свързани с пораженията в отделителната система се появяват 2 - 6 месеца от инвазията. Признаците са на хематурия. Тя се засилва в края на уринирането, при движение или физическа работа. С напредване на фиброзните изменения на пикочния мехур интензитета на хематурията намалява. Уринирането е често и болезнено. С появата на вторична инфекция състоянието на болния се влошава значително. Развива се и хронична бъбречна недостатъчност. Съществува и атипична форма, при която единствен симптом е терминална хематурия. Кръв се проявява само в края на уринирането.

- Schistosoma japonicum и Schistosoma mekongi. Клиничните признаци са сходни с тези на чревната шистозомиаза, но японската протича най-тежко. Заболяването отново започва с треска, уртикария, главоболие, повръщане, диария, болки по хода на дебелото черво, понякога бронхит и бронхопневмония, лимфните възли, черният дроб и далакът са увеличени. Възрастните трематоди се локализират в порталните и мезентериалните вени.

## Диагноза
В ранния стадий на заболяването диагнозата се основава на клиничните и епидемиологичните данни.
За доказване на шистозомиазата се взема материал за микроскопско изследване където се търсят яйцата на шистозомиазите. Такъв може да бъде урина, биопсичен материал, храчка, кръвен серум, фекална проба, ректална биопсия, жлъчен сок. Освен това могат да се използват и имунологични методи на изследване каквито са ELISA, Western blotting, Реакция имунофлуоресценция, микропреципитация с мирацидии.
Диагнозата на уринарната шистозомиаза се поставя при откриването на яйца и мирациди в седимента на урината и наличие на еозинофилия в кръвта. Прилагат се методите цистоскопия и рентгеново изследване. При първия метод се установяват кафеникаво-виолетови туморовидни образувания. При рентгеновото изследване се наблюдават калцирани части в подлигавичния слой на пикочния мехур, пикочопроводите, стеснение в долната част на пикочопровода и хидронефроза на бъбрека от засегнатата страна.

## Диференциална диагноза
Клиничните признаци на шистозомиазата са доста сходни с различни видове заболявания, които при поставянето на диагноза трябва да се вземат предвид. Такива са:
- Амебиаза.
- Балантидоза,
- Малария,
- Хроничен хепатит,
- Чернодробен карцином.

## Лечение
Лечението е етиологично с противопаразитни средства. На болнично лечение се подлагат хора с по-тежка клинична картина или с данни за усложнения. При уринарната шистозомиаза се прилага хирургично лечение. При него се цели отстраняване на тумороподобните образувания като заедно с това да се увеличи вместимостта на пикочния мехур. Извършва се и пластика на пикочопровода за отстраняване застоя на урината в бъбреците.

## Профилактика
Профилактиката е лична и обществена. Не бива да се допуска къпене, плуване, пране в съмнителни водоеми, а водата от тях да не се използва за пиене и хигиенни нужди. При обществената профилактика е важно ранното диагностициране на заболяването, както и унищожаване на междинните гостоприемници. Важно при това е да се подобрят санитарно-хигиенните условия на живот, а болните да се диспансеризират.